# 리마체
리마체(스페인어: Limache)는 칠레 발파라이소 주 마르가마르가 현의 코무나이다.